# Fočai etnikai tisztogatás
A fočai etnikai tisztogatás, a boszniai háború alatt 1992. április 7. és 1994. januárja között a szerb katonai, rendőri és félkatonai erők által a bosnyák civilek ellen végrehajtott etnikai tisztogatási akció volt a kelet-boszniai Foča város területén. Egy becslés szerint Fočát 1992 júliusa után körülbelül 21 000 nem szerb hagyta el.
A volt Jugoszláviával foglalkozó Nemzetközi Törvényszék (ICTY) számos ítéletében kimondta, hogy az etnikai tisztogatás (minden bosnyákot kiűztek), gyilkosságok, tömeges nemi erőszakok, valamint bosnyák vagyoni és kulturális javak szándékos megsemmisítése emberiesség elleni bűncselekménynek minősül. A Kutatási és Dokumentációs Központ (IDC) szerint a háború alatt Foča községben 2707 ember halt meg vagy tűnt el. Köztük 1513 bosnyák és 155 szerb civil volt. Ezenkívül a boszniai szerb hatóságok olyan fogolytáborokat hoztak létre, amelyek az intézményesített nemi erőszakot szolgálták, és ahol nők százait erőszakolták meg. Az ICTY számos szerb tisztet, katonát és a fočai mészárlások más résztvevőit vádolta meg és ítélte el háborús bűnök miatt.

## Támadás a polgári lakosság ellen
A boszniai háború kezdetén a szerb erők Kelet-Boszniában megtámadták a nem szerb polgári lakosságot. Miután a városok és falvak biztonságban a kezükben voltak, a szerb erők – a katonaság, a rendőrség, a félkatonai szervezetek és néha még az egyszerű szerb falusiak is – ugyanazt a sémát alkalmazták: a bosnyák tulajdonú házakat és lakásokat rendszeresen feldúlták vagy felgyújtották, miközben a bosnyák civileket összeszedték vagy elfogták, néha pedig megverték vagy megölték. A férfiakat és a nőket elválasztották egymástól, sok férfit helyi táborokban tartottak fogva.
Tizenhárom mecsetet – köztük az Aladža-mecsetet – semmisítettek meg, és a lakosság többségét kitevő 22 500 muszlim elmenekült. A konfliktus végére mindössze körülbelül 10 muszlim maradt a városban. 1994 januárjában a szerb hatóságok átkeresztelték Fočát „Srbinje”-re (szerbül: Србиње), ami azt jelenti, hogy „a szerbek helye” (a szerb szerbek és -nje szóból, amely szláv helynévképző).
Azok, akiknek sikerült megmenekülniük az etnikai tisztogatás elől, a háború végéig Rožaje városában telepedtek le.

## Tömeges nemi erőszak

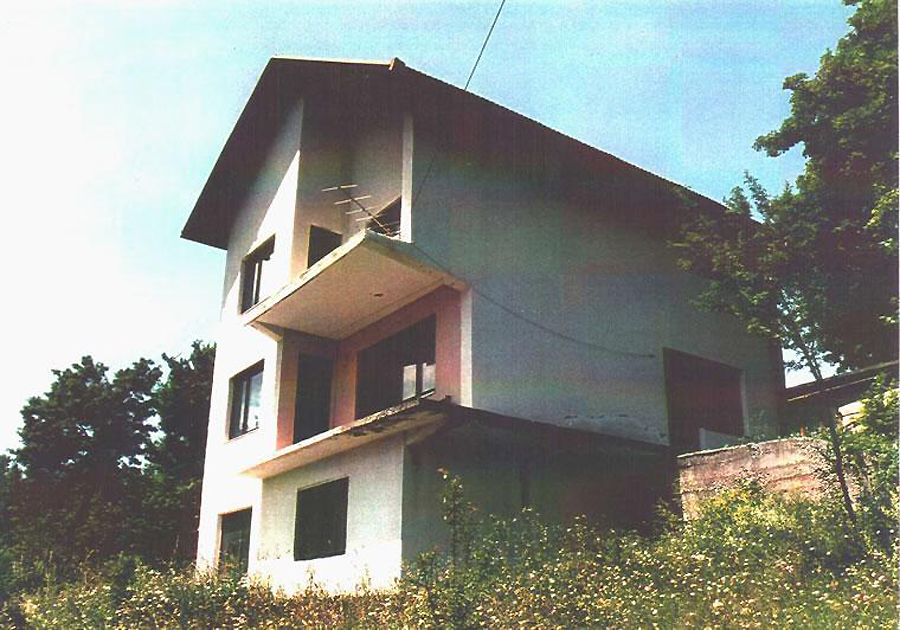
Az ún. „Karaman-ház”, egy hírhedt hely Foča közelében, ahol nőket kínoztak és erőszakoltak meg (a fényképet az ICTY megbízásából készítették)

A bosnyák nőket különböző fogvatartási központokban tartották fogva, ahol nem higiénikus körülmények között éltek, és sokféleképpen bántalmazták őket, többek között többször is megerőszakolták őket. Szerb katonák vagy rendőrök érkeztek ezekbe a fogolytáborokba, kiválasztottak egy vagy több nőt, kivitték őket és megerőszakolták őket. Mindez teljes szervezettséggel, teljes tudatossággal és gyakran a szerb helyi hatóságok, különösen a rendőrség közvetlen bevonásával történt. A fočai rendőri erők vezetőjét, Dragan Gagovićot a tanúk azon férfiak egyikeként azonosították, akik azért jöttek ezekbe a fogvatartási központokba, hogy nőket vigyenek ki és erőszakoljanak meg. Foča városában számos nemi erőszakot szolgáló fogolytábor volt. Az egyik leghírhedtebb nemi erőszak tábor volt a „Karaman háza”. Az ebben a házban fogvatartott nőket többször megerőszakolták. A „Karaman házában” fogva tartott nők között 15 évesnél fiatalabbak is voltak.
A bosnyák nők szerbek általi megerőszakolása egy módszeres, és koncentrált etnikai tisztogatási akció részeként történt. A később elítélt háborús bűnös, Dragoljub Kunarac vagy társai által kiválasztott lányokat és nőket például rendszeresen a katonabázisra, az Osman Đikić utca 16. szám alatt található házba vitték. Itt (közülük néhányak mindössze 14 évesek voltak) többször megerőszakolták őket. A szerb katonák a különböző fogolytáborokból rendszeresen vittek el muszlim lányokat, és szexrabszolgákként tartották őket.
Radomir Kovač, akit az ICTY is elítélt, négy bosnyák muszlim lányt tartott a lakásában, ahol szexuálisan bántalmazta és többször megerőszakolta őket. Kovač barátait is meghívta otthonába, és megengedte nekik, hogy megerőszakolják a lányokat. Kovač el is adott hármat a lányok közül; mielőtt eladta őket, két lányt odaadott más szerb katonáknak, akik több mint három hétig csoportosan erőszakolták meg őket. A lányokat ezután visszavitték Kovačhoz, aki az egyiket azonnal eladta, a másikat pedig a barátjának ajándékozta.

## A háborús bűnösök perei

### A volt Jugoszláviával foglalkozó Nemzetközi Büntetőtörvényszék által elítéltek
Az ICTY megállapította, hogy a szerb erők bűnösek üldözésben, kínzásban, gyilkosságban, nemi erőszakban és rabszolgasorba ejtésben (emberiség elleni bűncselekmények), valamint kegyetlen bánásmódban (háborús jog megsértése):
- Radovan Karadžićot, a Boszniai Szerb Köztársaság korábbi elnökét életfogytiglani börtönbüntetésre ítélték.[7]
- Dragoljub Kunarac (28 év börtön)[4]
- Radomir Kovač (20 év börtön)[4]
- Zoran Vuković (12 év börtön); a büntetés körülbelül kétharmadának letöltése után szabadlábra helyezték.[8]
- Milorad Krnojelac (12 év börtön);[9] 2009. július 9-én az 1998. június 15-e óta tartó fogvatartásért kapott jóváírás alapján engedményes szabadlábra helyezték
- Dragan Zelenović (15 év börtön); 2015. augusztus 28-án engedélyezték a korai kiadást (hatályos: 2015. szeptember 4-én).[10]
- Biljana Plavšić (11 év börtönben;[11] 2009. október 27-én szabadlábra helyezték)[12]
- Momčilo Krajišnik (20 év börtön; 2013 szeptemberében szabadon engedték)[13]
- Dragan Gagović és Janko Janjić ellen is vádat emelt az ICTY, de 1999-ben, illetve 2000-ben az SFOR megölte őket.[14]

### Bosznia-Hercegovinai Bíróság által elítéltek
- Radovan Stanković (20 év börtön;[3] megszökött a börtönből;[15]öt évvel később újra elfogták[16])
- Neđo Samardžić (24 év börtön)[17]
- Gojko Janković (34 év börtön)[3]
- Savo Todorović (12 év és 6 hónap börtön)[18][19]
- Mitar Rašević (8 év és 6 hónap börtön)[20]
- Radmilo Vukovićot öt év hat hónap börtönbüntetésre ítélte a Bosznia-Hercegovinai Bíróság; később fellebbezés alapján felmentették.[21]

### A Bosznia-Hercegovinai Bíróság felmentette
- Momčilo Mandićot minden vád alól felmentették.[22]

## Fordítás
Ez a szócikk részben vagy egészben  a    Foča ethnic cleansing című angol Wikipédia-szócikk ezen változatának fordításán alapul.  Az eredeti cikk szerkesztőit annak laptörténete sorolja fel. Ez a jelzés csupán a megfogalmazás eredetét és a szerzői jogokat jelzi, nem szolgál a cikkben szereplő információk forrásmegjelöléseként.